# Pontiac V8
Pontiac V8 (или V-Eight) Serie 302 — полноразмерный автомобиль, выпускавшийся Pontiac в 1932 году. Его дебют состоялся 22 декабря 1931 года, продажи начались ровно 3 месяца спустя. Модель была построена на базе Oakland Series 301 1931 модельного года и была лишь немного изменена по сравнению с оригиналом, который перестали выпускать в связи с упразднением бренда Oakland. V8 был дополнением к уже выпускавшемуся среднеразмерному Serie 402.
V8, как и следует из названия, оснащался восьмицилиндровым V-образным 4,1-литровым двигателем мощностью 85 л. с.. Как и Serie 402, автомобиль оснащался трёхступенчатой механической коробкой передач (но уже синхронизированной полностью) с однодисковым сухим сцеплением, а также имел карданный вал на задней оси, однако тормоза были только на задних колёсах. Все колёса были спицевыми.
Колёсная база была на 3 дюйма больше, чем у шестицилиндровой модели. Модели были похожи типами кузовов, которые изготавливала фирма Fisher (2- и 4-дверный седан, 2-дверные купе и кабриолет), и внешне, однако у V8 была эмблема «птица в полёте» на передней части капота, тогда как Serie 402 имел эмблему головы индейского вождя. Для окраски предлагалось 16 цветов. Капот имел по 4 дверцы по обеим сторонам для вентиляции. В оснащение V8 входило радио и система отопления.
В следующем году модель V8 заменили на новую модель Economy Eight с тем же мотором. Всего было выпущено 6281 экземпляров.